# Козлово 2
 Козлово 2  — опустевшая деревня в Жарковском муниципальном округе Тверской области.

## География
Находится в юго-западной части Тверской области на расстоянии приблизительно 13 км по прямой на восток-северо-восток по прямой от районного центра поселка Жарковский на левом берегу реки Межа.

## История
Деревня уже была отмечена на карте Шуберта западной части России (1826—1840 года). В 1859 году здесь (деревня Бельского уезда Смоленской губернии было учтено 12 дворов, в 1927 - 27. До 2022 года входила в состав ныне упразднённого Жарковского сельского поселения.

## Население
Численность населения: 109 человек (1859 год) , 8 (русские 100 %) в 2002 году, 9 в 2010.